# Maura Monti
Maura Fazi Pastorino (Génova, 11 de agosto de 1942), conocida como Maura Monti, es una actriz y modelo italomexicana.

## Biografía y carrera
Maura Fazi Pastorino nació el 11 de agosto de 1942 en Génova, Italia. Sus primeros años transcurrieron viviendo en ciudades de otras naciones, como Londres en Inglaterra, Reino Unido, y Caracas en Venezuela, antes de emigrar con su madre a México en los años sesenta, donde ambas se asentaron y ella comenzó una carrera como modelo. Su atractivo físico llamó la atención de los mexicanos Miguel Melitón Delgado y Rafael Baledón, dos directores de cine que en 1964 la introdujeron a la actuación mediante personajes secundarios en sus películas Cucurrucucú Paloma y El pecador, ambas estrenadas en 1965. Relatado por ella, así fue su llegada a México y su incursión como actriz; 

Mi debut en el cine fue totalmente casual, yo tenía un programa en la televisión, yo llegué de Italia con mi madre. Me saco el primer premio de la lotería nacional, no tenía yo el entero me habían regalado unos cuatro, cinco cachitos, yo no sabía ni que cosa era la lotería nacional; entonces, yo los guardé y estaba en ese programa de televisión y yo veía que todo el mundo atrás de cámara me hacía señas y que me hablaban y todo. Y, entonces, cuando voy y contesto el teléfono, me dicen «nos sacamos el primer premio de la lotería». De ahí me vieron en la televisión y me llama don Blas López Fandos para hacer El proceso de Cristo (1966), donde hice a María Magdalena y comencé con un estelar.

Sin embargo, previo a su papel estelar en el El proceso de Cristo de 1966, ya había realizado dos películas con pequeños personajes: en Cucurrucucú paloma  y El pecador, en la que no se le acreditó, ambas de 1965. Una vez despuntada su carrera, obtuvo la nacionalidad mexicana y decidió quedarse a vivir en México.
En 1968, protagonizó La mujer murciélago, una película inspirada en el personaje de Batgirl creado por DC Comics, el cual en ese entonces se encontraba gozando de gran popularidad debido a las caracterizaciones del personaje hechas por la actriz estadounidense Yvonne Craig en el telefilme Batgirl de 1967, y en la serie de televisión Batman, donde apareció de 1967 a 1968.
Su última película fue Invasión Siniestra (1971) de Juan Ibáñez, pues abandonó la actuación tras contraer matrimonio con el director mexicano Gilberto Gazcón de Anda. A principios de la década de los setenta, al empezar el nuevo cine de desnudos y palabras altisonantes, decidió retirarse del cine, aunque continúo como periodista en programas televisivos y escribiendo en revistas como Él y Caballero de Jimmy Fortson.
Por décadas, la Monti se ha dedicado a crear a través de la escultura, la pintura y la escritura. Ha presentado exposiciones pictóricas en distintas galerías de renombre e instituciones gubernamentales y publicado algunos libros, como El libro de nadie. Durante más de quince años, presidió el centro cultural "Jaime Sabines", en San Cristóbal de Las Casas, Chiapas, donde, como maestra, encaminó los pasos de docenas de escritores.[cita requerida]

## Filmografía

### Cine
| Año  | Título                                    | Papel                              | Notas |
| ---- | ----------------------------------------- | ---------------------------------- | --- |
| 1965 | Cucurrucucú Paloma                        | Chica rubia que acompaña a Roberto | |
| 1965 | El pecador                                | Amante rubia de César              | No acreditada |
| 1966 | El proceso de Cristo                      | María Magdalena                    | |
| 1966 | Hombres de roca                           | Elena                              | |
| 1966 | El planeta de las mujeres invasoras       | Eritrea                            | |
| 1966 | Rage                                      | Su esposa                          | Coproducción mexicanoestadounidense                                                                                  |
| 1967 | SOS Conspiración Bikini                   | Lucrécia                           | |
| 1967 | Su excelencia                             | Camarada Tania                     | |
| 1967 | La muerte en bikini                       | Laura                              | |
| 1967 | Santo contra la invasión de los marcianos | Afrodita                           | |
| 1967 | Don Juan 67                               | Malena                             | |
| 1968 | Báñame mi amor                            | Personaje desconocido              | |
| 1968 | Un Latín lover en Acapulco                | Personaje desconocido              | |
| 1968 | La mujer murciélago                       | Gloria / la mujer murciélago       | |
| 1968 | Despedida de casada                       | Eva                                | |
| 1968 | María Isabel                              | Lucrecia                           | |
| 1968 | El tesoro de Moctezuma                    | Mujer espía                        | |
| 1968 | Blue Demon destructor de espías           | Nora                               | |
| 1968 | Los amores de Juan Charrasqueado          | María Morales                      | |
| 1968 | Las sicodélicas                           | Mireyra                            | |
| 1968 | El día de la boda                         | Samantha                           | |
| 1968 | Me casé con un cura                       | Personaje desconocido              | |
| 1968 | El misterio de los hongos alucinantes     | Personaje desconocido              | |
| 1968 | Pasaporte a la muerte                     | Nora                               | |
| 1969 | El matrimonio es como el demonio          | Samantha                           | |
| 1969 | Veinticuatro horas de vida                | Azucena Villarreal                 | |
| 1969 | Muñecas peligrosas                        | Diana                              | |
| 1969 | Minifaldas con espuelas                   | Personaje desconocido              | |
| 1969 | Las vampiras                              | Marian                             | |
| 1969 | Con licencia para matar                   | Diana - T009                       | |
| 1969 | La casa de las muchachas                  | Ana Luisa 'La Marquesa'            | |
| 1969 | Cazadores de espías                       | Sylvana                            | |
| 1970 | El despertar del lobo                     | Carol                              | |
| 1970 | Las tres magníficas                       | Cándida                            | |
| 1971 | Invasión siniestra                        | Doctora Isabel Reed                | También conocida como The Incredible Invasion, o Alien Terror Producción grabada en México, doblada en idioma inglés |

### Televisión
| Año       | Título  | Papel      | Notas        |
| --------- | ------- | ---------- | ------------ |
| 1978-1989 | En vivo | Ella misma | Presentadora |